# رباب الکاظمی
رَباب عبدالمحسن الکاظمی (۲۸ اوت ۱۹۲۰ – دسامبر ۱۹۹۸) شاعر و جراح دندانپزشک عراقی بود. به هنگام مهاجرت پدرش در قاهره به دنیا آمد. در اوایل جوانی شعر سرودن را آغاز کرد و آن را در روزنامه‌های «الاهرام» و «کوکب الشرق» منتشر می‌کرد. در آخرین روزهای بیماری و گوشه‌گیری پدر شاعرش، با او زندگی کرد که در سال ۱۹۳۵ درگذشت، شعرهای پدرش را پس از مرگش در دیوانی جمع‌آوری کرد و مقدمهٔ آن را نوشت.

## زندگی و پیشه
رباب الکاظمی در قاهره در ۲۸ اوت ۱۹۲۰  به دنیا آمد. پدرش عبدالمحسن الکاظمی، شاعر عراقی بود که در سال ۱۸۹۹ به مصر مهاجرت کرد، تا زمان مرگش در آنجا زیست و به دلیل مواضع ملی گرایانه‌اش از عراقِ عثمانی گریخته بود. مادرش عایشه دختر فعال تونسی محمود احمد الحسین بود که برای فرار از استعمار فرانسه در تونس به مصر سفر کرد.پدربزرگ مادری او، محمود احمد التونسی، یکی از ملی‌گرایانی بود که در دورهٔ استعمار فرانسوی کشته شد. رباب با هزینهٔ وزارت آموزش و پرورش عراق در مدرسهٔ شاهدخت فوزیه در قاهره تحصیل کرد. مادرش در هفت سالگی او و پدرش را در پانزده سالگی از دست داد. رباب پدرش را همراهی کرد و از شعر او الهام گرفت. از اوایل جوانی شعر می‌سرود و پدرش نمی‌خواست او در ادبیات فعالیت کند، اما او اصرار داشت که این کار را دنبال کند. بعدها پدرش او را تشویق نمود. رباب اشعار میهنی خود را در چندین روزنامه مصری مانند «الاهرام» و «کوکب الشرق» منتشر کرد. درگیر مسائل ملی شد. شعرهای پدرش را در مجموعه‌ای جمع‌آوری کرد و مقدمهٔ آن را نوشت که در سال ۱۹۷۸ چاپ شد. ویژگی شعر او قوت و غنای بیان بود و بیشتر اشعار او، میهنی و ملی‌گرایانه متأثر از پدرش بود که الگوی او به عنوان یک انسان و یک شاعر بود. او تمایلی به انتشار شعر و نثر خود نداشت. رباب الکاظمی با نویسندگان مشهور مصر آشنا شد، زیرا پدرش عبدالمحسن الکاظمی، روابط نزدیکی با شاعران داشت.
در ژوئن ۱۹۳۵ برای شرکت در مراسم یادبود پدرش به بغداد دعوت شد و برای اولین بار از وطن اجدادش دیدن کرد. به قاهره بازگشت. در سال ۱۹۳۶ با حکمت احمد چادرچی، دیپلمات عراقی، ازدواج کرد. تحصیلات متوسطه خود را در ژوئن ۱۹۳۸ به پایان رساند. به دانشکدهٔ دندانپزشکی دانشگاه قاهره در سال ۱۹۴۶ پیوست و تحصیلات خود را در دانشگاه اسکندریه به پایان رساند. برای تکمیل تحصیلات خود در رشتهٔ دندانپزشکی به پاریس سفر کرد و در سال ۱۹۵۰ مدرک خود را گرفت. سپس در سال ۱۹۵۳ از دانشگاه جورج تاون در واشینگتن مدرک تخصصی در دندانپزشکی اطفال دریافت کرد.در اوت ۱۹۵۴، به همراه همسرش که به عنوان مدیر کل بخش عرب در وزارت امور خارجه عراق کار می‌کرد، به عراق رفت. او به عنوان دندانپزشک در بیمارستان دانشجویان منصوب شد و در سال ۱۹۵۵ به ریاست بخش دندانپزشکی اداره بهداشت معارف ارتقا یافت. شوهرش در ژوئیه ۱۹۵۴ به عنوان مستشار به سفارت عراق در تونس منتقل شد، بنابراین او را به آنجا همراهی کرد.در تونس، او به مدت چهار سال برای مداوای مجروحان انقلاب الجزایر داوطلب شد. او در فوریه ۱۹۶۲ با انتقال همسرش به عنوان وزیر مختار در دیوان وزارتخانه و پس از آن انتصاب به بازرس کل خدمات خارجه، به بغداد بازگشت. حکمت الجادرجی در اکتبر ۱۹۶۲ بازنشسته شد. در اکتبر ۱۹۶۴، رباب کاظمی به عنوان دندانپزشک در بیمارستان کودکان عرب در بغداد منصوب شد. او همچنین به نقاشی علاقه‌مند شد و نقاشی‌هایش تحت تأثیر مکتب ابزورد قرار گرفت. برخی از نقاشی‌های او در نمایشگاهی در لیل فرانسه در سال ۱۹۶۶ فروخته شد. بین سالهای ۱۹۶۷ و ۱۹۶۹، او به بیمارستان الیرموک در بغداد منتقل شد. در این سال، شوهرش به شدت بیمار شد و او مجبور شد برای معالجه به بریتانیا برود، اما در ژوئیه ۱۹۷۰ در لندن درگذشت. رباب کاظمی در همان سال به بغداد بازگشت، اما موقتاً فلج شد که مجبور شد به لندن برگردد و برای درمان و نزدیک شدن به پسرش که در آنجا زندگی می‌کرد، بماند. هنگامی که سلامتی او بهبود یافت، او چندین بار به کشورش، عراق سفر کرد، در هر دیدار، با خانواده و نویسندگان هم نسل خود ملاقات کرد، با آنها گفتگو کرد و رابطه خود را با آنها تقویت کرد. عبدالرحیم محمد اشعار و برخی از نوشته‌های منثور او را به نام «نامه‌ها یا جلسات» جمع‌آوری کرد و در کتاب خود با عنوان «رباب الکاظمی» در سال ۱۹۶۹ در نجف به چاپ رساند. شعر او در حدود هفتاد صفحه از این کتاب را شامل می‌شود و تاریخ اشعار به پیش از مرگ پدرش برمی‌گردد.
رباب الکاظمی در دسامبر ۱۹۹۸ یا ژانویه ۱۹۹۹ در لندن درگذشت. مجموعهٔ کامل ادبی او (به عربی: المجموعة الادبية الكاملة لرباب الكاظمى: دراسة و شعر و نثر) پس از مرگش در سال ۲۰۰۰ از سوی دار الحکمه در لندن چاپ شد.

## زندگی شخصی
او با حکمت احمد الجادرجی/چادرچی (۱۹۱۲ – ۱۹۷۰) در سال ۱۹۳۶ ازدواج کرد. پسری به دنیا آورد که از روی نام پدرش، او را عبدالمحسن نامید. در سال ۱۹۴۷ دختری به دنیا آورد که او را لُبنا نامید.

## یادداشت
1. ↑  بر پایه روایت بدوی طبابه در کتاب «ادبیات زنان عراق»، او در ۲۸ اوت ۱۹۱۸ به دنیا آمد. اما خودش تاریخ ۲۸ اوت ۱۹۲۰ را برای رجا سمرین تأیید کرد. میر بصری تاریخ ۲۲ اوت ۱۹۱۷ را یاد کرده است.